# Makelaar

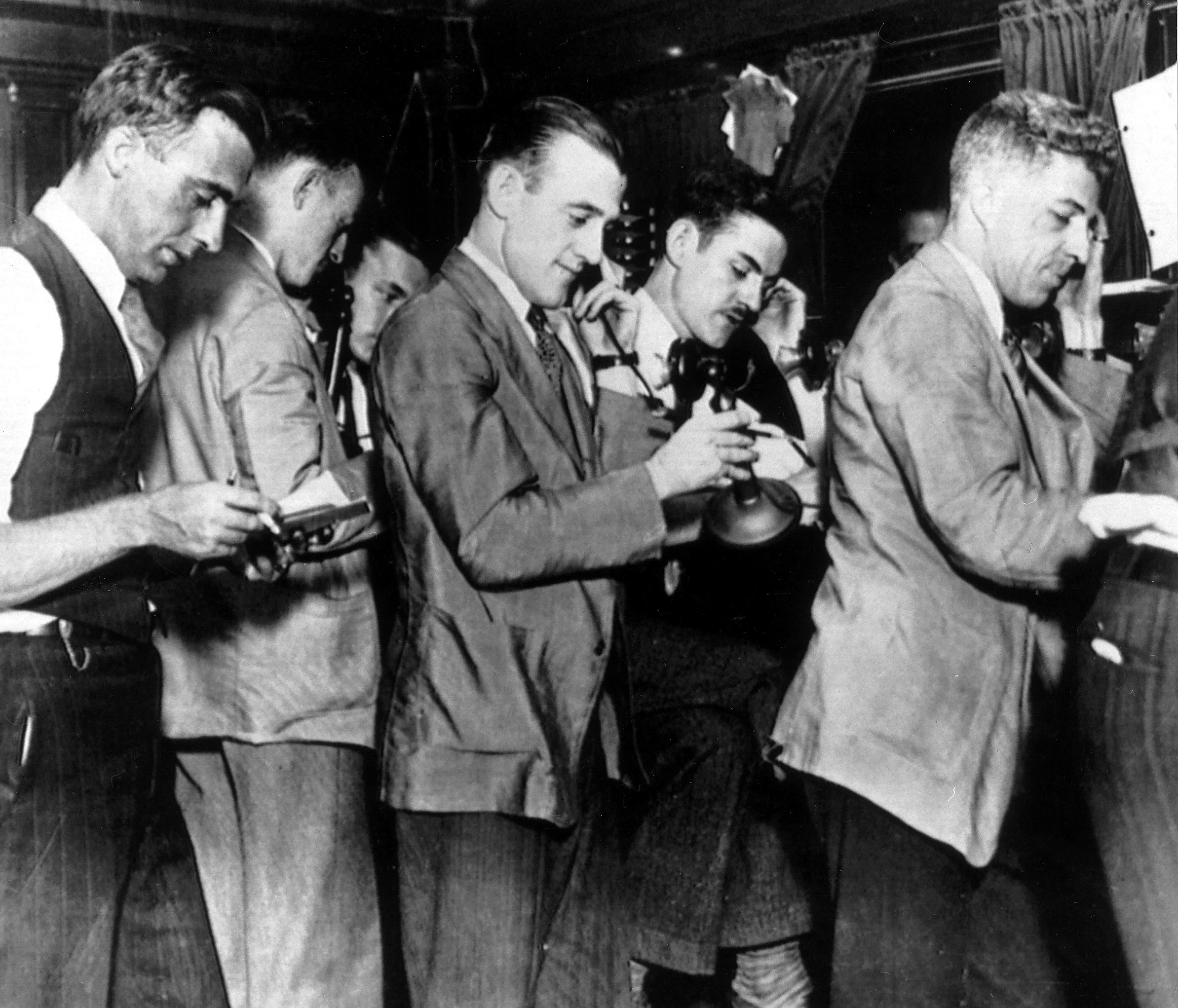
Effectenmakelaars bij een New Yorkse effectenbeurs, 1929

Een makelaar of tussenhandelaar is een beëdigd persoon die beroepshalve overeenkomsten sluit namens personen bij wie hij niet in dienst is. Een makelaar bemiddelt veelal bij koop en verkoop, huur en verhuur van huizen, kantoren, roerende zaken, verzekeringen, op de goederentermijnmarkt of ander roerend, onroerend of registergoed. Daarnaast regelt een makelaar contracten en (ver)koopafspraken. Een groot deel van het werk bestaat uit het zoeken van (de makelaar van) een geschikte partij om dat bepaalde goed eenmalig mee te verhandelen. De makelaar is dus slechts tussenpersoon en is werkzaam krachtens een overeenkomst van bemiddeling. Het vak wordt de 'makelaardij' genoemd.
De makelaar verzorgt traditioneel alle zaken van opname tot de overdracht door de notaris. Hiervoor betaalt de klant een courtage, dit is een vooraf afgesproken percentage (meestal tussen 1% en 2%) van de uiteindelijk gerealiseerde verkoopprijs. De Nederlandse Vereniging van Makelaars (NVM) hanteerde tot eind jaren 90 adviestarieven. Dit is door de Nederlandse Mededingingsautoriteit (NMa) verboden. Er zijn makelaars, die een vast tarief hanteren ongeacht de verkoopwaarde. Zolang de werkzaamheden van de makelaar niet tot resultaat leiden, hoeft de verkopende klant meestal alleen de door de makelaar gemaakte kosten te vergoeden. Ook de klant die een onroerende zaak wil kopen kan een makelaar inschakelen, de zogenaamde aankoopmakelaar.

## Geschiedenis
De term makelaar verwijst naar een eeuwenoud beroep. In de middeleeuwen kenden handelssteden met een stapelmarkt makelaars die de transacties tussen koper en verkoper tot stand brachten. De oudste vermeldingen van het Nederlandse woord makelare komen uit Brugge. Een middeleeuwse verordening uit Middelburg regelt hoe handelaars van buiten verplicht waren om hun waren door bemiddeling van Middelburgse makelaars te verhandelen. Ook de latere handel via een goederentermijnbeurs kreeg vorm door (beurs)makelaars. In de 21 e eeuw verwijst de term makelaar in het spraakgebruik vooral naar de makelaar in onroerende zaken. In het oude Nederlands Burgerlijk Wetboek sprak men van onroerende goederen en verzekeringen. Maar de term kan voor allerlei vormen van handelsbemiddeling worden gebruikt.

## Makelaardij in Nederland
Van oudsher was de positie van de makelaar omschreven in artikel 62 van het Wetboek van Koophandel. Makelaar was sinds 1967 een wettelijk beschermde titel. De activiteiten van de makelaar waren overigens niet beschermd: iedereen mag bemiddelen, maar zich dus niet zomaar makelaar noemen. Ieder die zich – zonder daar recht op te hebben – makelaar (of assistent-makelaar e.d.) noemde, was zelfs strafbaar volgens het Wetboek van Strafrecht. Men kon uitsluitend makelaar worden door te voldoen aan eisen op het gebied van vakbekwaamheid en onafhankelijkheid. Voor de vakbekwaamheid moest een examen worden afgelegd. Dit examen bestond uit de certificaten Makelaardijleer (Praktijkleer), Bouwkunde, Economie en Marketing, Privaatrecht, Publiekrecht en Boekhouden & Bedrijfseconomie. Het examen werd afgenomen door de Stichting Vakexamen Makelaardij (SVM) te Nieuwegein. Vervolgens diende de kandidaat te slagen voor de Proeve van bekwaamheid bij de Kamer van Koophandel. Bij deze vaktest moest de kandidaat kunnen aantonen dat hij of zij over voldoende lokale bekendheid beschikt en ook kon taxeren. Vervolgens diende de kandidaat zich te laten beëdigen (eed of belofte afleggen) door een arrondissementsrechtbank. Voor de onafhankelijkheid diende de makelaar te kunnen aantonen dat hij zelf geen belang had bij de onroerende zaken waarvoor hij bemiddelde. Ook mocht de makelaar niet in loondienst zijn van een og-handelaar, bank, hypotheekverstrekker of andere marktpartij.

### Het jaar 2001
In maart 2001 is door Annemarie Jorritsma (de toenmalig minister van Economische Zaken) de titelbescherming en beëdiging afgeschaft. Dit vond men passen in de toenmalige gedachten van deregulering (de overheid trekt zich op bepaalde terreinen terug) en zelfregulering. In feite mag iedereen zich 'makelaar' noemen. Sindsdien bewaken brancheorganisaties de kwaliteit met certificeringsregelingen. Van deze certificeringsregelingen zijn er twee, VastgoedCert en SCVM (Stichting Certificering Voor Makelaars en taxateurs). Om ingeschreven te kunnen worden in het register van VastgoedCert dient men te beschikken over een certificaat van vakbekwaamheid van KEMA. Om ingeschreven te kunnen worden in het register van de SCVM dient men te beschikken over een certificaat van vakbekwaamheid van DNV.

### Situatie na 2001
Het examen makelaar is na 2001 blijven bestaan en werd examen Register-Taxateur genoemd. Er zijn hier diverse opleidingen voor te volgen. De examens worden afgenomen door de BV SVMNIVO te Nieuwegein (een particuliere organisatie met private aandeelhouders waarin de overheid dus niet deelneemt) of de Beroepsopleiding Makelaars te Nootdorp. Bij SVMNIVO kan examen  worden gedaan in de volgende vijf basisvakken: Vastgoedeconomie, Financiën en Fiscaliteiten (FF), Privaatrecht, Publiekrecht en Bouwkunde. Er volgen daarna nog een of meer examens in de aanvullende theorie, zoals het examen Praktijkleer en het examen Vakbekwaamheid binnen de gekozen specialisatie. Er zijn onder meer specialisaties voor Wonen, Bedrijfsmatig Vastgoed, WOZ en Agrarisch Vastgoed. Na de theoretische examens bestaat er een Vaktest op het gebied van taxeren en – uitsluitend bij de kamer Wonen – lokale kennis. Ieder die dit onderdeel dit met succes heeft afgelegd, krijgt het diploma en kan zich laten inschrijven in het register in een van de Kamers bij de Stichting VastgoedCert. Vervolgens zijn er dan periodiek hercertificeringsverplichtingen.
Er is geopperd de eed en de beschermde titel van "makelaar" voor de makelaars weer in te voeren. De Nederlandse Vereniging van Makelaars (NVM) pleit voor herinvoering van de wettelijke beëdiging van de makelaar-taxateur. De beëdiging is in de golf van zelfregulering komen te vervallen in 2001, maar werkt volgens NVM kwaadwillenden en onkundigen in de hand. De herinvoering van wettelijke beëdiging moet volgens NVM worden aangevuld met verplichte permanente educatie en een vorm van verplicht (wettelijk) tuchtrecht, zoals dit nu ook het geval is. De Vereniging VBO Makelaar (VBO) is tegen herinvoering van de beëdiging. Dit omdat zij van mening is dat het afleggen van een eed niets zegt over de kwaliteit van de makelaar. Deze kwaliteit staat of valt volgens VBO met een goede opleiding, certificering (met bijbehorende permanente educatie) en een gedragscode. Het politieke veld is hierover verdeeld.

### Brancheorganisaties
In Nederland zijn er onder andere de volgende brancheverenigingen: 
- Nederlandse Vereniging van Makelaars (NVM)
- VastgoedPRO
- Vereniging Bemiddeling Onroerend goed (VBO)

## Ontwikkelingen
De makelaardij wordt sterk beïnvloed door het Internet dat consumenten mogelijkheden biedt om zelfstandig woningen te zoeken en aan te bieden. Sommige makelaars bieden de verkopers van woningen de mogelijkheid een deel van het verkoopproces zelf uit te voeren, bijvoorbeeld het verzorgen van verkooptekst, foto's en rondleidingen voor potentiële kopers. Hierdoor kan de klant een deel van de makelaarskosten uitsparen. Ook zijn er makelaars die enkel via internet werken en tevens zijn er specifieke startpagina's om makelaars te vinden.
Met name op het gebied van de woningmarkt (starterswoningen, appartementen e.d.) komt het regelmatig voor dat kopers en verkopers trachten hun zaken zo veel mogelijk zelf te doen. Op het gebied van bedrijfsmatige objecten, kavels grond en agrarische objecten is zaken doen zonder makelaar tamelijk ongebruikelijk.

## Aankoopmakelaar
Bij een transactie van een huis zijn twee partijen betrokken. Daarom bestaat er naast de makelaar die bemiddelt bij verkoop ook een makelaar die helpt bij de aankoop van een woning. Deze makelaar is bij de transactie betrokken als adviseur voor de aankopende partij, met name bij het zoeken van een geschikte woning, begeleiding van bezichtigingen en onderhandelingen. Daarbij kan de aankoopmakelaar adviseren over zaken als de waarde van de woning, de bouwtechnische staat op hoofdlijnen en het wel of niet laten uitvoeren van een bouwkundige keuring, alsmede over eventuele bijzonderheden met betrekking tot zaken als erfpacht, onroerendezaakbelasting en functioneren van een vereniging van eigenaren.

## Verkoopmakelaar
De verkoopmakelaar begeleidt de verkoop van een woning van A tot Z. Een makelaar hoeft niet alle taken over te nemen, wanneer de klant zelf taken wil uitvoeren is dit mogelijk. De verkoopmakelaar kan werk uitvoeren vanaf het moment dat de klant zijn huis te koop wil zetten. De verkoopmakelaar voert taken uit als: marketing van de woning, opmaken van contracten, bezichtigingen, onderhandelingen met potentiële kopers en de gehele administratie.

## Internetmakelaar
Een internetmakelaar is een makelaar die bemiddelt bij de verkoop van woningen, waarbij de eigenaar een deel van de verkooptaken zelf uitvoert, zoals de bezichtiging van de woning met kandidaatkopers. Hierdoor zijn internetmakelaars goedkoper dan traditionele vastgoedmakelaars. Ze vragen vaak een vast tarief of werken met lagere makelaarscommissies (rond de 1% van het verkoopbedrag).
Het proces verloopt grotendeels online, zonder fysieke tussenkomst van de makelaar. Het takenpakket varieert per aanbieder. In veel gevallen leidt de eigenaar bezoekers zelf rond en maakt die ook zelf foto's van de woning. De internetmakelaar is vaak enkel verantwoordelijk voor het plaatsen van de advertentie, een te koop-bord, de online-promotie, marketing en het opstellen van een koopovereenkomst.

## Makelaars vergelijken
Het vergelijken van een makelaar kan aan de hand van verschillende eisen gedaan worden. Een makelaar voert zijn taken in veel gevallen uit voor een courtage. Dit courtage is een percentage van de verkoopwaarde van de woning. Andere manieren hoe de juiste makelaar vergeleken kan worden is via verschillende beoordelingen van de makelaars of de locatie van de makelaar. Wanneer een makelaar veel verkoopervaring in een buurt heeft, is het eenvoudiger om een woning goed in de markt te zetten.

## Trivia
- Men was vroeger in het bezit van makelaarsstokjes of -stafjes om de vakbekwaamheid te kunnen aantonen.
- In Amsterdam staat nog altijd 't Makelaers Comptoir (het makelaarskantoor), een 17e-eeuws gildehuis aan de Nieuwezijds Voorburgwal 75, op de hoek met de steeg Nieuwe Nieuwstraat. Het is een van de weinige nog bestaande gildehuizen van de stad.